# Billy Budd
Billy Budd é um conto de Herman Melville publicado postumamente em língua inglesa em 1924.
Billy Budd, considerado uma pequena joia da literatura norte-americana, foi encontrado apenas 30 anos após a morte do seu autor e só então publicado. Foi adaptado a ópera por Benjamin Britten e ao cinema por Peter Ustinov.

## Enredo
Aparentemente a história centra-se em Billy, um jovem e bonito marinheiro de personalidade descrita como naturalmente inocente. Billy é referido durante a história como "Handsome Sailor" ("Belo Marujo"). O único defeito percebido no marujo é um problema de expressão verbal, uma espécie de gagueira que ocorre em momentos de nervosismo.
A história começa um pouco após a supressão do motim de Nore em 1797. Billy, membro da tripulação do navio de transporte Rights of Man, é conscrito na Marinha Real Inglesa no navio de guerra Bellipotent.
No novo navio, Billy acaba incitando em Claggart—contra-mestre do navio também conhecido como Jimmy Legs—um desgosto imediato, aparentemente por este último invejar as qualidades naturais do marujo. Na sua inocência, Billy não acredita quando lhe dizem que Claggart quer fazer mal a ele. Porém, quando o contra-mestre o acusa de incitar um motim entre a tripulação para o capitão Vere, incapaz de defender-se verbalmente, Billy acaba por matar Claggart acidentalmente ao socá-lo em frente ao capitão, sendo por isso condenado e enforcado.

## Temas e interpretações
A narração de Melville é plena de duplos significados e "innuendos" em Billy Budd e este pequeno conto pode ser interpretado como uma alegoria de grande subtileza. A simples anedota do marinheiro incapaz de falar correctamente pode simbolizar a Bondade impotente perante o Mal quando utiliza a ação injustificada. O navio pode ser assim um símbolo da sociedade ou da condição humana. É também possível que Melville ilustre o erro da aplicação cega dos regramentos. 
Outra interpretação sugere que o Capitão Vere parece muito atraído por Billy que Jimmy Legs parece invejar fortemente; não apenas inveja de um belo e jovem exemplar de marinheiro... talvez ciúme da atracção que Billy exerce sobre o Capitão. Ao tentar reconquistar a atenção do Capitão, Jimmy Legs sugere que Billy incitou um motim entre a tripulação, acusação que o Capitão (talvez platonicamente enamorado) imediatamente desmente. Com o aumento da tensão a bordo do navio (e aqui o paralelo entre a tensão amorosa e a tensão provocada pela morte de Legs às mão de Billy é genial) o Capitão é obrigado a condenar e mandar executar Billy, não para controlar o possível motim mas, na realidade, para esconder a sua paixão, que teme não conseguir ocultar de outra forma. 
Não faltam as interpretações religiosas nas quais Billy seria Jesus, Claggart o Diabo (ou Judas), e Vere Pôncio Pilatos.
O tema de Billy Budd foi ainda reapropriado por Jean Genet no seu romance Querelle de Brest (adaptado para o cinema como Querelle, por Rainer Werner Fassbinder), da mesma forma que Albert Camus se usa de temas de Hermann Melville em algumas de suas obras (Moby Dick reaparece em A Peste, Bartleby em O Estrangeiro, etc.)